# Pfaffenheim
Pfaffenheim là một xã ở tỉnh Haut-Rhin trong vùng Grand Est ở đông bắc Pháp. Xã này có diện tích 14,57 km², dân số năm 1999 là 1323 người. Khu vực này có độ cao 230 mét trên mực nước biển.